# Pyratula oracula
Pyratula oracula är en tvåvingeart som beskrevs av Chandler 1994. Pyratula oracula ingår i släktet Pyratula och familjen platthornsmyggor.
Artens utbredningsområde är Grekland. Inga underarter finns listade i Catalogue of Life.